# Wilfried K. Kovacsovics
Wilfried K. Kovacsovics (* 13. September 1953 in Wien; † 15. September 2024) war ein österreichischer Archäologe und langjähriger Stadtarchäologe Salzburgs.

## Leben
Der gebürtige Wiener Kovacsovics zog während der Schulzeit nach Kuchl nahe Salzburg, von wo aus er das Akademische Gymnasium Salzburg besuchte. Nach der Matura begann er ein Studium der Klassischen Archäologie, Alten Geschichte und Klassischen Philologie an der Universität Salzburg, das er 1979 mit der Promotion abschloss. Seine 1983 publizierte Dissertation befasste sich mit römischen Grabdenkmälern. Anschließend ging Wilfried Kovacsovics als wissenschaftlicher Referent an die Abteilung Athen des Deutschen Archäologischen Instituts, wo er die Gräberfelder im Kerameikos untersuchte. Die Grabungsergebnisse zur Eckterrasse an der dortigen Gräberstraße legte er 1990 in der Monographienreihe der deutschen Kerameikos-Grabungen vor.
1985 kehrte Kovacsovics nach Österreich zurück und nahm eine Stelle am Salzburg Museum (damals „Museum Carolino-Augusteum“) an, wo er ab 2001 den Fachbereich Archäologie leitete. 1986 wurde er zusätzlich zum Stadtarchäologen Salzburgs ernannt. Zu seinen dortigen Forschungsschwerpunkten gehörten die Grabung in der Festung Hohensalzburg sowie die Dokumentation und Auswertung der römischen und spätrömischen Stadt Salzburg (Iuvavum). Er führte rund 200 Baubeobachtungen durch und war mit den Untersuchungen an der Alten Residenz (ab 1985), in den Kapitelhäusern (1989) und im Schatz-Haus (1994) beteiligt. Parallel war er an archäologischen Untersuchungen der Universität Wien auf Kreta beteiligt und dokumentierte dort die Klosterruine Aspro Nero. 2018 trat er in den Ruhestand. Er blieb zeitlebens Kuchl und dem dortigen Museum verbunden.

## Schriften
- Römische Grabdenkmäler (= Schriften aus dem Athenaion der klassischen Archäologie Salzburg. Band 3). Stiftland-Verlag, Waldsassen-Bayern 1983.
- mit Fritz Moosleitner: Führer durch die Domgrabungen in Salzburg. 2000 Jahre Baugeschichte im Zentrum der Stadt Salzburg (= Schriftenreihe des Salzburg Museum. Band 8). Salzburger Museum Carolino Augusteum, Salzburg 1987 (2. Auflage 1992; 3. Auflage 1996).
- Aus dem Wirtshaus zum Schinagl. Funde aus dem Toskanatrakt der Salzburger Residenz (= Jahresschrift des Salzburger Museums. Nummer 35/36). Salzburger Museum Carolino Augusteum, Salzburg 1989/1990.
- Die Eckterrasse an der Gräberstrasse des Kerameikos (= Kerameikos. Ergebnisse der Ausgrabungen. Band 14). Walter de Gruyter, Berlin/New York 1990, ISBN 3-11-011631-6.
- Schmuck und Magie. Archäologische Schätze, die schützen. Begleitheft zur Sonderausstellung im Salzburger Museum Carolino Augusteum, 13. Juni bis 24. August 2003 (= Salzburger Museumshefte. Heft 3). Salzburger Museum Carolino Augusteum, Salzburg 2003, ISBN 3-901014-89-6.
- Schatzgräber und Bauforscher. Stadtarchäologie Salzburg. Bodenfunde aus drei Jahrtausenden. Katalog zur Sonderausstellung im Salzburger Museum Carolino Augusteum 18. September 2004 bis 17. April 2005. Salzburger Museum Carolino Augusteum, Salzburg 2004, ISBN 3-900088-07-1.
- mit Raimund Kastler: Domgrabungsmuseum Salzburg (= Schriftenreihe des Salzburger Museums Carolino Augusteum. Band 10). Salzburger Museum Carolino Augusteum, Salzburg 2004, ISBN 3-900088-05-5.